# 대한민국 민법 제1075조
대한민국 민법 제1075조는 유증의 승인, 포기의 취소금지에 대한 민법 상속법 조문이다.

## 조문
제1075조(유증의 승인, 포기의 취소금지) ① 유증의 승인이나 포기는 취소하지 못한다.
②제1024조제2항의 규정은 유증의 승인과 포기에 준용한다.

第1075條(遺贈의 承認, 抛棄의 取消禁止) ① 遺贈의 承認이나 抛棄는 取消하지 못한다.
②第1024條第2項의 規定은 遺贈의 承認과 抛棄에 準用한다.

## 참고 문헌
- 오현수, 일본민법, 진원사, 2014. ISBN 978-89-6346-345-2
- 오세경, 대법전, 법전출판사, 2014 ISBN 978-89-262-1027-7
- 이준현, LOGOS 민법 조문판례집, 미래가치, 2015. ISBN 979-1-155-02086-9